# Distrito de Chipao
Chipao es uno de los veintiún distritos que conforman la Provincia de Lucanas, ubicada en el Departamento de Ayacucho, perteneciente al departamento de Ayacucho, en el Perú. Se encuentra al pie del volcán del Ccarhuarazo, componente de la Micro cuenca del Valle de Sondondo. La capital de distrito se ubica a 95 km de la capital de la Provincia (Puquio).

## Ámbito Geográfico
El distrito de Chipao tiene una extensión superficial de 10116.91 km² y su ámbito territorial está comprendido entre las altitudes de 2700 a 5500 m s. n. m., La capital del distrito se encuentra sobre los 3432 m s. n. m. aproximadamente.

## Anexos del distrito
Ccecca, Mayobamba, Chonta, Santa Rosa, San Antonio, Santa Cruz, Llamllo, Yanama, Huataccocha, Villa San José, Asabamba, San Martín de Pallcca, Huaytayocc y Tacalla.

## Límites
- Por el Sur: Con el distrito de Puquio y la provincia de Parinacochas
- Por el Este: Con el departamento de Apurimac, provincia de Parinacochas y el distrito de San Pedro
- Por el Oeste: Los distritos de Carmen Salcedo, Andamarca y Cabana.

## Historia

### Historia prehispánica
En el distrito de Chipao existieron varias culturas que dominaron su actual territorio como los Wari, los Chancas y los incas.[cita requerida] Pero existió también una pequeña civilización llamada Chipaomarcas; hoy en día hay un centro arqueológico de esta cultura llamado Chipaomarca.[cita requerida] Por alguna razón los Chipaomarca se trasladaron a la actual ciudad de Chipao, según una leyenda local fue por una lluvia de candela que destruyó el lugar en el que vivían. Por último, los incas dominaron esta zona hasta la llegada de los españoles.[cita requerida]
La ciudad de Chipao, capital del distrito del mismo nombre, fue fundada por los españoles el año 1539, tres años antes de que el rey Carlos I de España creara el virreinato del Perú.[cita requerida]

### Historia actual
La municipalidad distrital de Chipao inicio sus acciones el 20 de diciembre de 1993 y en el periodo 2004–2013 se inició un proceso de despegue económico, siendo el periodo más fructífero el de la alcaldesa Justina Cotaquispe Meza, mejorando sus ingresos con la creación de actividades productivas que van posicionándose en los mercados locales, regionales y nacionales, reduciendo la extrema pobreza, posibilitando oportunidades de mejorar en los servicios de educación, salud, alimentación y se reduce la desnutrición crónica, vestido, vivienda y cuidan el medio ambiente y sus recursos naturales.

## Clima
El distrito está ubicado en las regiones naturales de quechua, suni y puna, por lo que presentan un clima desde templado a frío. Tiene una precipitación multianual de 400 a 600 mm; teniendo las mayores precipitaciones y temperaturas más bajas entre los meses de enero y febrero (mes en el que cae granizada).

## Turismo
El distrito de Chipao contiene las siguientes atracciones turísticas:
- Ubicado al pie del volcán Ccarhuarazo.
- Los cóndores del Cañón de Mayobamba. Se puede observar los vuelos de los majestuosos cóndores desde el mirador de Qano.
- Tiene un baños termales de origen volcánico ubicados al frente del pueblo de mayobamba.
- Un bosque considerable de Puya raimondii (especie endémica de Perú y Bolivia que puede llegar a 2 y 3 metros de altura).
- Las plazas de su pueblo principal está provista de árboles con formas de animales típicos de la zona.
- Existe un sitio arqueológico llamado "chipaomarca" y "raqa-raqay huypa" de Mayobamba.

### Sitios arqueológicos
- Chipaomarca (en quechua significa el "pueblo de los antiguos Chipao"): Este sitio arqueológico se sitúa en una montaña próxima a la actual ciudad de Chipao, en este lugar vivían los chipaomarcas conocidos en el lugar como: "abuelos" y, según una leyenda, se destruyó por una lluvia de candela.
- Aya Muqu (en quechua significa  el, "cerro cadáver" es un sitio arqueológico en Perú. Fue declarado Patrimonio Cultural de la Nación por Resolución Directoral en 2003.

## Fiestas Patronales
En el distrito existen dos principales fiestas patronales, estas son:
- Felipe Santiago: Es una celebración que se realiza en la capital del distrito, patrón de la capital de Chipao, el 25 de julio de cada año.
- Virgen de Asunción: Esta fiesta se realiza en la capital del distrito el 28 de julio de cada año.
- San Juan Bautista: Es el patrón principal del campesino y sobre todo de Mayobamba. Su celebración lo realiza cada año en sincretismo con el baile de los danzantes de tijera del apu huamani, siendo el 24 de junio su día.

## Flora

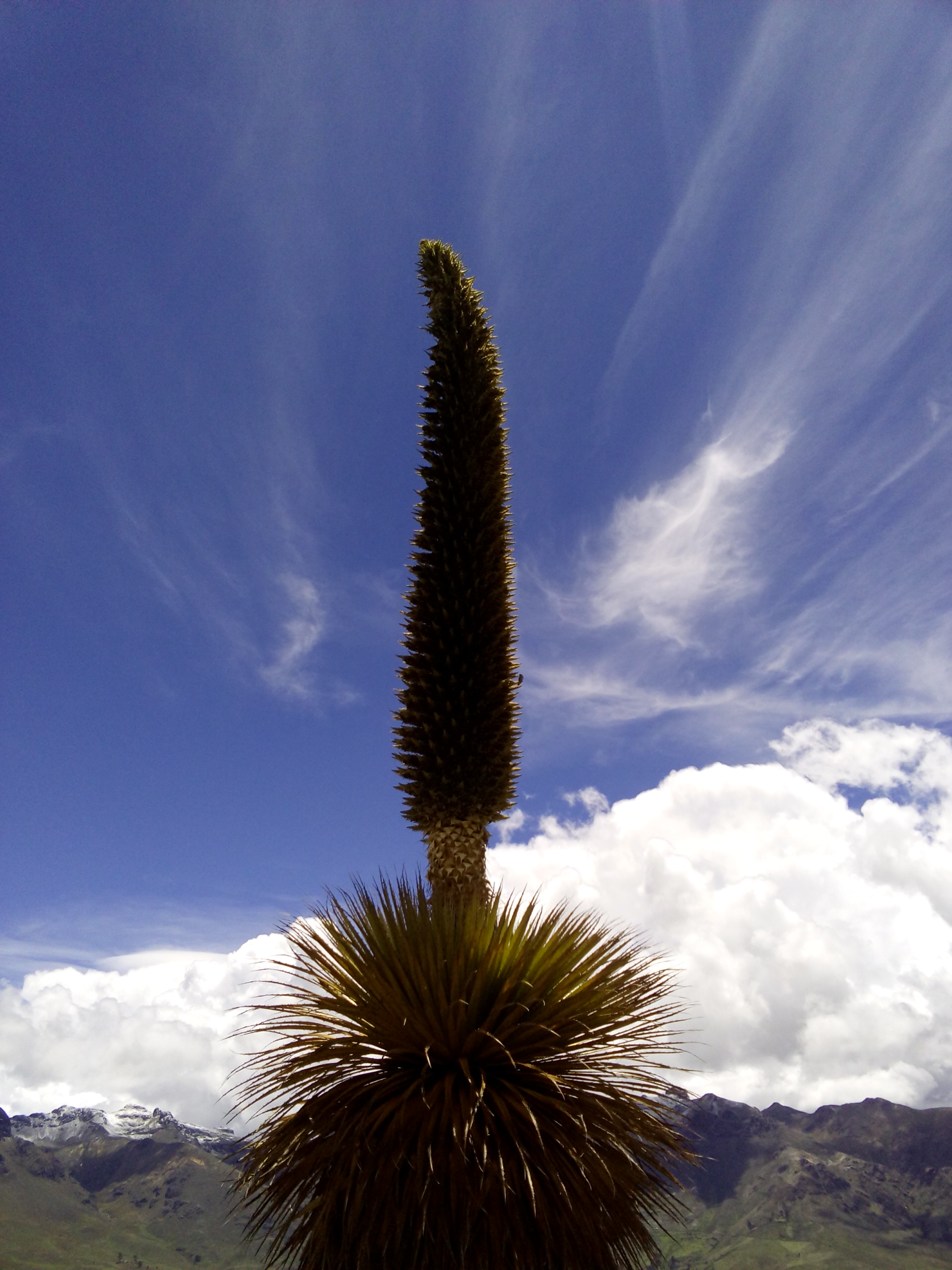
Una Puya raimondii del bosque de puyas en las cercanías de la ciudad homónima del distrito

El distrito de Chipao está situado en la región quechua y alturas considerables en algunos sitios.de esta manera se pueden observar 
- Bosques de eucaliptos (Eucalyptus) y pinos,que fueron introducidas en la sierra de Perú.
- Se encuentra un bosque considerable de Puya titanca (nombre científico: Puya raimondii),[2] esta especie fue descubierta por Antonio Raimondi de su apellido viniendo el nombre de la planta, estos son endémicos de la zona altoandinas de Bolivia y Perú a altitudes de 3200 a 4800 m s. n. m.
- pajonal.-estos están formados por las siguientes especies:
  - Stipa obtusa.
  - Stipa ichu.
  - Calamagrostis.
  - Aciachne pulvinata.
  - Calamagrostis vicunarum (menor abundancia).
  - Stipa brachyphylla (menor abundancia).
  - Festuca dolichophylla (menor abundancia).
  - Muhlembergia peruviana. M. ligularis (menor abundancia).
  - Rockhausenia nubigena (menor abundancia)y otras.
- Césped de puna.-esta estaba formada por:
  - Calamagrostis vicunarum.
  - Lucilia tunariensis.
  - Muhlenbergia ligularis.
  - Muhlenbergia fastigiata.
  - Aciachne pulvinata y otras.

## Fauna
en el distrito de chipao se pueden encontrar las siguientes especies:
- aves:se pueden encontrar distintas aves desde el picaflor hasta el cóndor, algunos de ellos son:
  - Familia Cathartidae:
    - Vultur gryphus (Cóndor, Cóndor Andino o Cóndor de los andes).

  - Familia Falconidae:
    - Caracara plancus  (Caracara carancho).

  - Familia Trochilidae:
    - Oreotrochilus melanogaster (Estrella de pecho negro).
    - Polyonymus caroli (Cometa de cola bronceada).

  - Familia Furnariidae:
    - Leptasthenura pileata (Tijeral de corona castaña).

  - Familia Apodidae.
    - Aeronautes andecolus (Vencejo andino).

  - Familia Tyrannidae:
    - Leptopogon taczanowskii (Mosquerito inca).
- mamíferos:en la zona se encuentran algunas especies de mamíferos típicos de la sierra como los siguientes:
  - Familia Felidae:
    -  concolor (puma o leòn de montaña).

  - Familia Cervidae:
    - Hippocamelus antisensis (taruca o venado andino).

  - Familia Cricetidae:
    - Akodon torques (Ratón campestre de bosque montano).
    - Thomasomys gracilis (Ratón montaraz delicado ).
    - Thomasomys incanus (Ratón montaraz incaico).
    - Thomasomys kalinowskii (Ratón montaraz de kalinowski).
    - Thomasomys taczanowskii (Ratón montaraz de Taczanowski).
- peces: en el distrito se puede encontrar peces como la trucha, típico de los ríos de la sierra,y variedades de peces gato o bagres.

## Autoridades

### Alcaldes
- 2023 - 2026[3]
  - Alcalde: Paulino Ccoñes Basilio, de Alianza por Nuestro Desarrollo.
  - Regidores:

  1. Natividad Leuyacc Pusari (Alianza por Nuestro Desarrollo)
  2. Piter Wilson Quispe Arenas (Alianza por Nuestro Desarrollo)
  3. Gina Judith Taípe Condori (Alianza por Nuestro Desarrollo)
  4. Abel Huamani Rimache (Alianza por Nuestro Desarrollo)
  5. César Guzmán Santaria (Somos Perú)